# Stazione di Athenry
La stazione di Athenry  è una stazione ferroviaria della Galway–Athlone che fornisce servizio all'omonima cittadina della contea di Galway, Irlanda. Da essa si dirama la linea per Ennis. Con il completamento del Western Railway Corridor, si diramerà la linea per Claremorris, Collooney e Sligo

## Storia

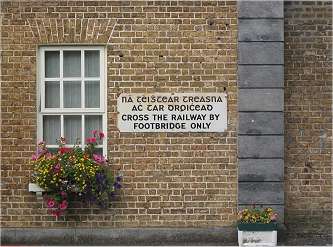
Un cartello della stazione

La stazione fu aperta il 1º agosto 1851. Nel 1860 dalla stazione di diramò la linea ferroviaria per Tuam, mentre tra il 1869 e il 1870 lo scalo fu raggiunto dalla linea proveniente da Ennis. La linea per Tuam fu chiusa nel 1976. È in ipotesi la riattivazione del suo sedime nell'ambito del Western Railway Corridor.

## Strutture ed impianti
È dotata di due binari.

## Movimento
- InterCity Dublino Heuston–Galway
- locali Galway–Limerick
- Galway Suburban Rail

## Servizi
- Servizi igienici
- Capolinea autolinee
- Biglietteria a sportello
- Biglietteria self-service
- Distribuzione automatica cibi e bevande